# BD-J
BD-J, o Blu-ray Disc Java, è una piattaforma interattiva che supporta contenuti avanzati per i dischi Blu-ray. BD-J è stata sviluppata dall'associazione Blu-ray Disc Association e supporta le xlet di Java ME.

## Caratteristiche
BD-J permette, per i film in Blu-ray, contenuti extra molto più sofisticati di quelli forniti per i film in DVD-Video, a cominciare dalla possibilità di accedere a Internet e scaricare materiale aggiuntivo presente online e perfino partecipare a eventi interattivi.

## Compatibilità
È supportata solo dai lettori Blu-Ray aggiornati al profilo 2.0, denominato BD-Live.
Fatta eccezione per la PlayStation 3, nessun lettore uscito prima del luglio 2008 è aggiornabile a tale profilo. I primi lettori aggiornabili o già pienamente compatibili con tale tecnologia sono usciti nella seconda metà del 2008 e tra essi ci sono:
- LG Electronics BD3000
- Panasonic DMP-BD35, DMP-BD50 e DMP-BD55
- Samsung BD-P1500
- Sony BDP-S350 (previo aggiornamento), BDP-S550 e BDP-S5000ES
- Pioneer BDP-LX91

## In Italia
In Italia il primo titolo Blu-Ray a presentare contenuti BD-Live è stato Vantage Point - Prospettive di un delitto, film prodotto nel 2008, distribuito dalla Sony Pictures Entertainment e interpretato da Dennis Quaid. Si trova in vendita nei negozi dall'8 luglio 2008.